# Florent Joseph Marie Willems

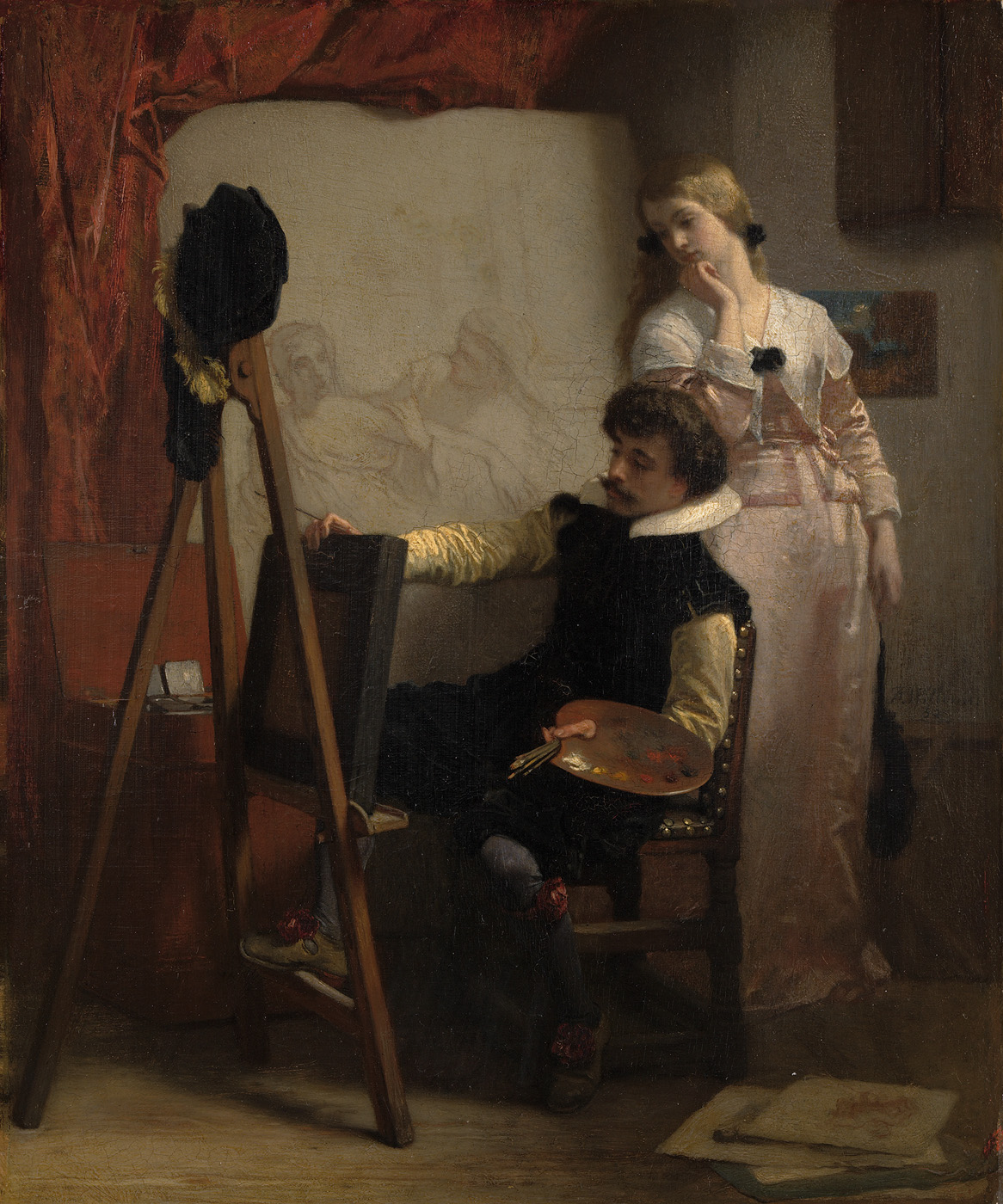
Un pintor ante el caballete muestra una pintura a una doncella, 1852, óleo sobre tabla, Ámsterdam Museum

Florent Joseph Marie Willems (Lieja, 8 de enero de 1823-Neuilly-sur-Seine, octubre de 1905) fue un pintor belga.
Después de asistir a l'Académie de Malinas, y trabajar como restaurador en Bruselas, Florent Willems vendió su primer cuadro en el Salón de París de 1840  por 250 francos. Sir Hamilton Seymour le encargó retratos de su esposa e hijos que tendría un éxito considerable. Dos de sus obras expuestas en 1842 en Bruselas - Le corps-de-garde y La leçon de musique - fueron adquiridas por los reyes belgas y a Willems le encargaron muchos retratos de la corte con trajes históricos. 
Con su amigo Alfred Stevens, profundizó su conocimiento sobre los pintores flamencos del siglo XVII y después se instaló en París donde conoció un gran éxito. Dos de las obras que expuso en el Salón de París de 1855 fueron - L'intérieur d'un marchand de soieries en 1660 y Coquetterie.
Entre sus obras también se encuentran : La Veuve (1861), L'Accouchée (1863), Sortie (1863) Aux armes de Flandre (1864), etc. Se especializó en retratos de mujeres de pie con elegantes paños de seda inspirados en tapices de los siglos XVII y XVIII. 
El Musée du Louvre lo invitó a participar en la restauración de algunos de sus cuadros, sobre todo el San Juan Bautista de Rafael. 
Recibió grandes distinciones : 
- chevalier (1853), officier (1854) et commandeur (1878) de la Légion d'Honneur,
- chevalier (1851), officier (1855) et commandeur (1860) de la l'Ordre de Léopold.